# La nave de los sueños
La nave de los sueños es una película dramática colombo-méxico-venezolana- de 1996 dirigida por Ciro Durán con guion de Dunav Kuzmanich, siendo esta la segunda coproducción del grupo G3 del Cine. Cuenta con las actuaciones de Óscar Borda, Lourdes Elizarrás, Gledys Ibarra, Ramiro Meneses, Frank Spano y Luis Felipe Tovar.

## Sinopsis
Cuatro hombres y dos mujeres se infiltran en un barco que zarpa desde el puerto de Buenaventura hacia las costas de los Estados Unidos. Uno de ellos sufre un accidente y allí empiezan los problemas para los polizontes, que deben decidir si alertar al capitán del barco y dejar su clandestinidad y de paso su sueño americano o dejar morir a su compañero herido.

## Reparto
- Óscar Borda
- Lourdes Elizarrás
- Gledys Ibarra
- Ramiro Meneses
- Frank Spano
- Luis Felipe Tovar
- Claude Pimont

## Premios y nominaciones
- Premio del Jurado en el Festival Andino de Cuzco (Perú) 1996¸
- Premio Especial del Jurado en el 18° Festival de los Mundos Latinos de Arcachon (Francia) 1996¸
- Mejor Guión¸ San Juan Cinemafest San Juan (Puerto Rico) 1996¸
- Premio del Público en el Festival de Cine¸ Oslo (Noruega) 1997¸
- Mejor actor y Mejor Editor Premios Ciudad de Caracas (Venezuela) 1997¸